# Hymna Luhanské lidové republiky
Hymna Luhanské lidové republiky je státní hymna a symbol mezinárodně neuznané republiky. Autorem textu je Vladimir Michajlov a hudbu složil Georgij Galin. Skladbu prohlásil za hymnu 29. dubna 2016 Igor Plotnickij a tím nahradila původní hymnu Živi i cveti, LNR (rusky Живи и цвети, ЛНР).

## Text
Oficiální ruská verze
Над тобою победы знамёна

Развеваются тысячи лет

Наша Родина непобеждённых,

Кто оставил в истории след!

Пусть гремят ещё грозы над краем,

Мы стояли на том и стоим:

Славу предков своих оправдаем —

Дело правое! Мы — победим!

Refrén:

 Луганская Народная

 Республика свободная!

 Свет солнца восходящего,

 И сотни нелёгких дорог.

 Луганская Народная

 Республика свободная!

 С нами сила земли,

 С нами воля людей,

 С нами Бог!

Мы трудом своим землю прославим,

Мы потомков достойных взрастим.

Наша Родина, наша Держава.

Твоё имя в сердцах сохраним.

И освятится сила народа

В наш единый и крепкий союз.

Будет братство в нём, честь и свобода,

И Соборная, славная Русь!

Refrén (2x)
Transkripce
Nad toboju pobědy znamjona

Razvěvajutsja tisjači let

Naša rodina nepobežďonnych,

Kto ostavil v istorii sled!

Pusť gremjat ješčjo grozy nad krajem,

my stojali na tom i stojim:

Slavu predkov svojich opravdajem —

Dělo pravoje! My — pobědim!

Refrén:

 Luganskaja Narodnaja

 Respublika svobodnaja!

 Svět solnca voschodjaščego,

 I sotni něljogkich dorog.

 Luganskaja Narodnaja

 Respublika svobodnaja!

 S nami sila zemli,

 S nami volja ljuděj,

 S nami Bog!

My trudom svojim zemlju proslavim,

My potomkom dostojnych vzrastim.

Naša Rodina, naša Děržava.

Tvojo imja v serdcach sochranim.

I osvjatitsja sila naroda

V naš jedinyj i krepkij sojuz.

Budět bratstvo v ňjom, česť i svoboda,

I sobornaja, slavnaja Rus'!

Refrén (2x)
Český překlad
Nad tebou je vítězný prapor

vlající tisícovky let.

Naše vlast neporažených,

jež se do historie zapsali.

Ať hromy stále hřmí nad krajem,

na něm jsme stáli a stojíme teď.

Slávu našich předků ospravedlníme —

správnou věc! Zvítězíme!

Refrén:

 Luhanská lidová

 republika svobodná!

 Svit vycházejícího slunce

 a stovky obtížných cest.

 Luhanská lidová

 republika svobodná!

 S námi je síla země,

 s námi je vůle lidu,

 s námi je Bůh!

Naší prací svou zem proslavíme,

vychováme důstojné potomstvo.

Naše vlasti, naše domovino,

tvé jméno v srdcích uchováme.

A síla národa bude posvěcena

v našem jednotném a silném svazku.

Bude v něm bratrstvo, čest a svoboda,

a posvátná, slavná Rus!

Refrén (2x)